# Biblomst
Biblomst (Ophrys apifera), er en flerårig urteagtig plante af familien Orchidaceae. Den er et eksempel på seksuelt vildledende bestøvning og blomsterlignende efterligning såvel som et meget selektivt og højt udviklet forhold mellem plante og bestøver.

## Beskrivelse
Biblomsten vokser til en højde på 15 til 50 centimeter. Den hårdføre orkidé udvikler små rosetter af blade om efteråret, der fortsætter med at vokse langsomt om vinteren. Planten blomstrer fra midten af april på det kontinentale Europa, men i Danmark blomstrer den juni til juli. Der produceres en blomsterpind, der består af en til tolv blomster. Tre store, lilla bægerblade omgiver bunden af blomsten, som let kan forveksles med kronblade . De virkelige kronblade ligger lige over bægerbladene som to korte, hårede grønne strukturer, der stikker sideværts ud fra en central søjle. Et tredje, modificeret kronblad, labellum (læben), sidder i bunden af søjlen som en landingsplade for bestøvere. Denne har et mønster, der efterligner maven af en bi. Farven på labellum er ret variabelt.

## Udbredelse
Ophrys apifera er udbredt i Central- og Sydeuropa såvel som Nordafrika og Mellemøsten. Dets rækkevidde strækker sig fra Portugal, Irland og Danmark mod øst til Iran og Kaukasus. Den er ret almindeligt i Middelhavsområdet østpå til Sortehavet, men er mindre almindeligt i det nordlige område, hvor den er sjælden i Tyskland og Irland. I Danmark blev den fundet første gang i Søvind øst for Horsens i 2004, og den regnes som sårbar på Den danske rødliste